# اکیز تپه کوچک
اکیز تپه کوچک مربوط به دوره اشکانیان است و در شهرستان مشگین‌شهر، بخش مشکین شرقی، دهستان نقدی، روستای نقدی علیا واقع شده و این اثر در تاریخ ۱۲ دی ۱۳۸۶ با شمارهٔ ثبت ۲۰۳۰۰ به‌عنوان یکی از آثار ملی ایران به ثبت رسیده است.